# Пензенский областной драматический театр имени А. В. Луначарского
Пензенский областной драматический театр имени А. В. Луначарского — один из старейших театров России, расположенный в Пензе.

## История
Первый в истории Пензы театральный сезон был открыт 24 ноября 1793 года постановкой комедии «Обманщик» по пьесе Екатерины II. Театр в ту пору имел всего 100 мест в зрительном зале. Инициатива создания театра принадлежит пензенскому вице-губернатору И. М. Долгорукому.
В 1896 году в Пензе был организован Пензенский народный театр, открывший свой первый сезон пьесой А. Н. Островского «Бедность не порок». В его постановках участвовали члены ранее созданного драматического кружка им. Белинского: Всеволод Мейерхольд, Д. С. Волков, О. М. Мунт, Иван Мозжухин. К 1905 году вся труппа народного театра состояла из профессиональных актёров.
В 1916 году на Базарной площади Пензы было открыто специально построенное по проекту А. Е. Яковлева, победившему на всероссийском конкурсе в 1910 году, здание «Народного дома им. Императора Александра II». На его сцене до 2008 года и играл свои спектакли Пензенский театр драмы.
Одним из первых режиссёров театра расположившегося в народном доме был П. П. Струйский. Им были поставлены «Разбойники» Шиллера, «Проделки Скапена» Мольера, «Горячее сердце» и «Бесприданница» А. Н. Островского.
В 1918 году драматический кружок им. Белинского стал называться Гарнизонный театр.
В октябре 1920 года решением Пензенского губернского исполнительного комитета драматическому театру присвоено имя бывшего в ту пору наркомом просвещения А. В. Луначарского.
В 1920-е годы в Пензенском театре работали режиссёры А. А. Трубецкой, А. Г. Ридаль, Я. А. Балиев , Н. И. Собольщиков-Самарин, А. И. Канин, С. М. Муратов. Наиболее яркими актёрами в ту пору были Н. Н. Масальская, В. П. Шарлахов, И. А. Слонов, М. И. Ридэль, М. В. Зенина, М. Горская, Н. Костюрина, С. Неделин, Д. Смирнов, П. М. Кирсанов. Причём Александр Канин, Иван Слонов и Степан Муратов бывали в Пензенском театре наездами, а проживали они в Саратове где работали на сцене Саратовского драматического театра.
Пьесы ставились тогда что называется «на скорую руку», игрались с суфлёрами, выдерживали всего от трёх до десяти представлений. При этом в сезон ставилось много пьес.
С момента ликвидации Пензенской губернии в 1928 году театр начинает переживать трудности с финансированием, из-за чего сокращается число спектаклей, выпускаемых в сезон. Но в те же годы, несмотря на трудное положение были реконструированы помещения театра, а на сцене был установлен поворотный круг.
В 1937 году вышло решение Всесоюзного комитета по делам искусств «О стационировании периферийных театров, переводе их на работу с постоянными актёрскими труппами». В 1939 году образована Пензенская область, Пенза становится областным городом, а театр им. А. В. Луначарского областным театром.
В репертуар театра в те годы вошли пьесы Максима Горького, Николая Погодина, Всеволода Вишневского. На сцене блистали актрисы П.Кирсанова, Н.Костюрина, Н.Парамонова, К.Ангарская.
В период Великой Отечественной войны в театре шли пьесы современных авторов: «Машенька» А. Н. Афиногенова, «Нашествие» Л.Леонова, «Русские люди», «Жди меня», «Так и будет» К.Симонова, а также произведения А. Н. Островского, А. П. Чехова, А. С. Грибоедова. Тематика военных лет закрепилась в репертуаре надолго. Одним из первых театр инсценировал роман А.Фадеева «Молодая гвардия» и пьесу Я.Галана «Под золотым орлом».
В 1961—1963 гг. в целях расширения здания театра была проведена его реконструкция путём пристройки к основному зданию слева и справа дополнительных помещений.
На сцене театра играли народный артист РСФСР П. М. Кирсанов, народная артистка России М. И. Тамбулатова. В качестве приглашённого режиссёра в театре работал народный артист СССР П. Л. Монастырский.
В 1985—1987 годах главным режиссёром Пензенского драмтеатра имени А. В. Луначарского работал народный артист России, лауреат государственной премии России Анатолий Иванов.
2 января 2008 года в театре произошёл сильный пожар, который практически полностью уничтожил внутренние конструкции его здания, оставив одни внешние стены. В феврале-июне 2008 г. сгоревшее здание театра было полностью снесено. Был проведен открытый конкурс на архитектурный образ нового здания театра. В конкурсе участвовали наиболее авторитетные мастерские и проектный институт города Пензы. На конкурсе было выставлено более 10 вариантов архитектурного решения здания, отличающихся между собой объёмно-планировочным решением, архитектурным решением фасада (от классики до хай-тека). В итоге большинство голосов (учитывались также голоса жителей города), жюри присудило проекту выполненному персональной творческой мастерской под руководством А. А. Бреусова (гл. арх. проекта А. В. Чибирева, автор архитектурного решения фасадов И. А. Кудряшов) с классической схемой планировочного решения для зданий театра и фасадом в стиле неоклассицизма.

## Современность
Здание построено в 1916 г. как Народный дом имени императора Александра II. Сразу же здание взял в аренду Пензенский драматический кружок. Здание театра было дважды реконструировано — в начале 1960-х и середине 1970-х гг.

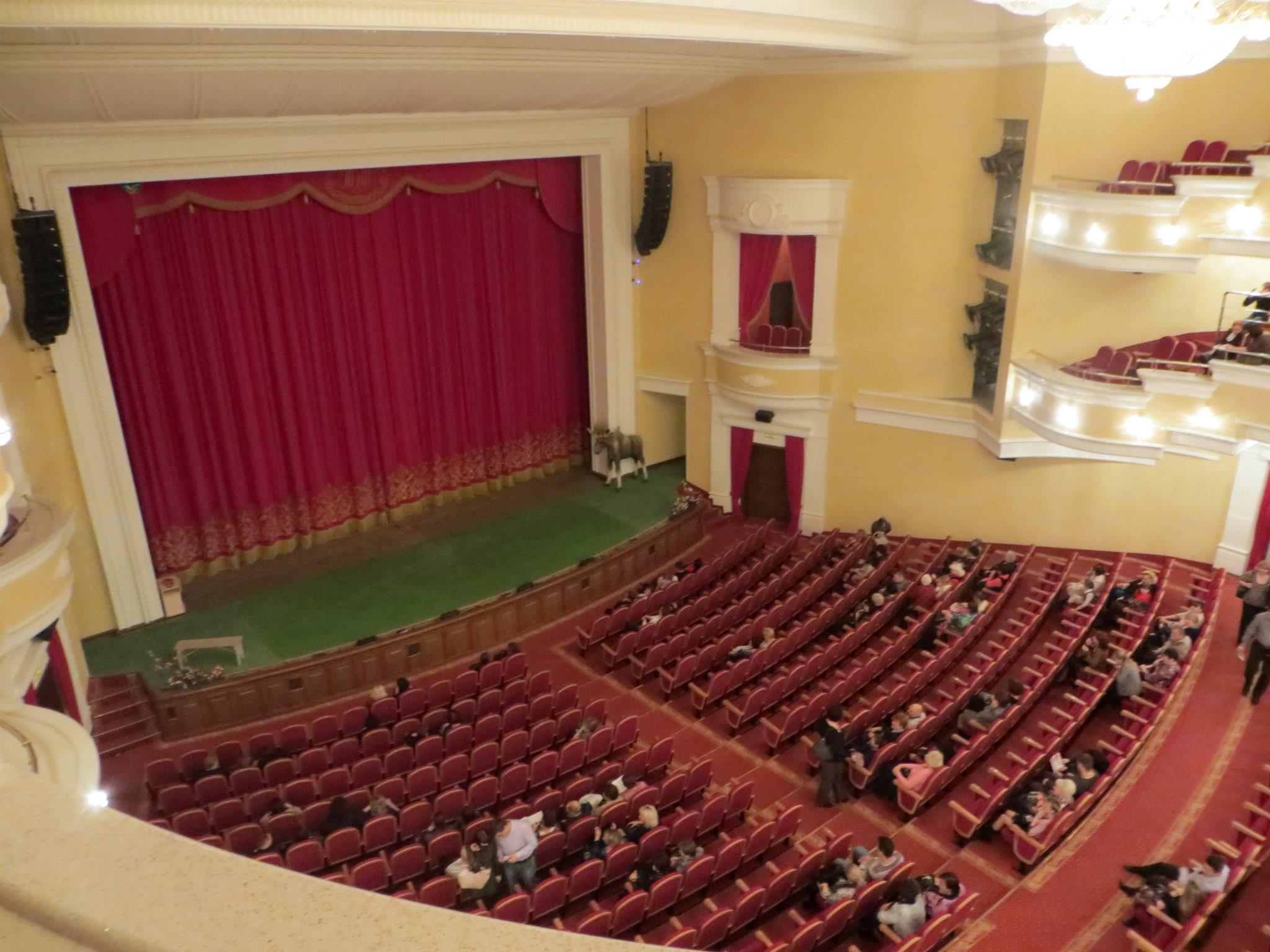
Большая сцена театра

Утром 2 января 2008 г. здание драмтеатра сгорело дотла. 21 Декабря 2009 года новое здание театра было сдано. Спектакли возобновили в марте 2010 года. Работы по строительству выполняла компания SKMGroup. Новое здание театра было открыто 5 марта 2010 года премьерой спектакля «Ревизор» по комедии Н. В. Гоголя в постановке народного артиста РФ В. Р. Беляковича. Малая сцена открылась 21 апреля 2010 года одноактным спектаклем «Не покидай меня…» по пьесе А. Дударева.
В труппе работает 43 актёра, среди них — два народных артиста РФ (С. В. Казаков и Г. Е. Репная) и пять заслуженных артистов РФ. Сцена драмтеатра является одной из основных площадок гастролей приезжих артистов и коллективов, наряду с киноконцертным залом «Пенза», Пензенской областной филармонией и СЗК «Дизель-Арена».
На малой сцене проходят камерные и экспериментальные спектакли, в том числе постановки в рамках проекта «Из-под пера», знакомящего зрителей с последними новинками российской драматургии.

## Коллектив

### Администрация и постановочная часть
- Художественный руководитель — Казаков Сергей Владимирович
- Директор — Минаев Александр Викторович
- Заместитель директора — Косолапкин Николай Александрович
- Руководитель литературно-драматургической части — Соколов Виталий Германович
- Главный художник — Авдонин, Олег Анатольевич
- Заведующий труппой — Павлова Елена Сергеевна
- Заведующий художественно-постановочной частью — Потапов Денис Николаевич
- Заведующий музыкальной частью — Корольков Александр Владимирович

### Режиссёры
- Рейнгольд, Семён Моисеевич (1971—1981), главный режиссёр, народный артист РСФСР
- Заборихин Кирилл Олегович

### Труппа
- Аксёнов, Андрей Андреевич
- Арзямова, Анна Михайловна
- Белякова, Ольга Геннадьевна
- Болдырев, Алексей Александрович
- Вавилов, Генрих Дмитриевич (1934—2024), заслуженный артист РСФСР
- Давыдов, Артём Николаевич
- Дрожжилов, Сергей Анатольевич, заслуженный работник культуры Пензенской области
- Дубровина, Яна Олеговна
- Дупенко, Вера Анатольевна, заслуженный работник культуры Пензенской области
- Зеленченко, Олег Трофимович, заслуженный артист России
- Землянский, Юрий Юрьевич
- Ибраев, Альберт Артурович
- Казаков, Сергей Владимирович, народный артист России
- Конопатин, Василий Яковлевич, заслуженный артист России
- Кочетков, Илья Николаевич
- Кошкина, Юлия Владимировна
- Кузин, Никита Игоревич
- Кузнецова, Юлия Олеговна
- Кузьмина, Юлия Викторовна
- Кулаев, Андрей Алексеевич
- Мазур, Григорий Александрович
- Матвевнина, Марина Евгеньевна
- Матюкин, Владислав Владимирович
- Павлова, Елена Сергеевна
- Панина, Ольга Ивановна
- Панов, Евгений Анатольевич, заслуженный работник культуры Пензенской области
- Пахомов, Сергей Анатольевич
- Потапов, Николай Вадимович
- Репная, Галина Евгеньевна, народная артистка России
- Романьков, Роман Евгеньевич
- Слепцова, Агния Сергеевна
- Смелова, Альбина Владимировна, заслуженная артистка России
- Соловьева, Мария Алексеевна
- Старовойт, Наталья Витальевна, заслуженная артистка России
- Стаханова, Лидия Аркадьевна
- Тачков, Павел Владимирович
- Тихомиров, Артём Андреевич
- Тихомирова, Наталья Юрьевна
- Трушников, Даниил Павлович
- Черемухина, Юлия Юрьевна
- Шаповалов, Николай Сергеевич
- Шнейдер, Дарья Александровна
- Шошкин, Андрей Владимирович

## Репертуар
- 1924 — «Королевский брадобрей»[3]
- 1934 — «Маскарад» М. Ю. Лермонтова
- 1940 — «Человек с ружьём»
- 1957 — «Дмитрий Калинин» В. Г. Белинского
- 1965 — «Шторм»
- «Гроза» А. Н. Островского. Режиссёр: Сергей Стеблюк[4]
- «Иванов» А. П. Чехова. Режиссёр: Сергей Стеблюк[4]
- «Гарольд и Мод» К.Хиггинса. Режиссёр: Сергей Стеблюк[4]
- «Месяц в деревне» И. С. Тургенева. Режиссёр: Сергей Стеблюк[4]

### 218-й сезон (2010—2011)
1. А. П. Чехов. «Жизнь прекрасна!» (пьеса В. Соколова). Режиссёр Валерий Маркин.
2. Е. Шварц. «Золушка». Режиссёр Герман Магнусов
3. А. Гуляев. «Медведь-царевич». Режиссёр Анатолий Гуляев.
4. Э.-Э. Шмитт. «Оскар и Розовая дама» (моноспектакль заслуженной артистки России Галины Репной). Режиссёр Юрий Александров
5. Ж.-Б. Мольер. «Плутни Скапена». Режиссёр заслуженный артист России Игорь Баголей
6. Г. Горин. «Поминальная молитва» (восстановление). Режиссёр заслуженный деятель искусств России Виталий Иванов
7. Д. Урбан. «Все мыши любят сыр». Режиссёр заслуженный артист России Игорь Баголей
8. А. Хайт. «День рождения кота Леопольда». Режиссёр Владимир Карпов
9. М. Фрейн. «Шум за сценой». Режиссёры Андрей Малашкин и Алина Гударёва

### 219-й сезон (2011—2012)
1. В. Белякович. «Куклы». Режиссёр Валерий Белякович
2. А. Н. Островский. «Поздняя любовь». Режиссёр Юрий Александров
3. Ж.Сиблейрас. «Ветер шумит в тополях». Режиссёр Андрей Шляпин
4. Г. Греков, Ю. Муравицкий. «Невероятные приключения Юли и Наташи». Режиссёр Владимир Карпов
5. К. Чуковский. «Муха-цокотуха». Режиссёр Василий Конопатин
6. А. П. Чехов. «Вишнёвый сад». Режиссёр Сергей Стеблюк
7. О. Михайлова. «История одного преступления». Режиссёр Ансар Халилуллин
8. А. Твардовский. «Василий Тёркин». Режиссёр Наталья Арефьева
9. К. Людвиг. «Примадонны». Режиссёр Михаил Народецкий
10. С. Астраханцев. «Новые приключения Братца Кролика и Братца Лиса». Режиссёр Ансар Халилуллин

### 220-й сезон (2012—2013)
1. М. Е. Салтыков-Щедрин. «Господа Головлёвы». Режиссёр Дмитрий Петрунь
2. Е. Шварц. «Обыкновенное чудо». Режиссёр Андрей Шляпин
3. Х. К. Андерсен. «Снежная королева». Режиссёр Алла Решетникова
4. И. Жамиак. «Месье Амилькар». Режиссёр Михаил Теплицкий
5. Я. Пулинович. «Дальше будет новый день…». Режиссёр Владимир Карпов
6. М. Норман. «Спокойной ночи, мама». Режиссёр Андрей Шляпин
7. Л.Титова, А.Староторжский. «Королевская корова». Режиссёр Наталья Арефьева
8. Р. Куни. «Клинический случай». Режиссёр Дмитрий Петрунь

### 221-й сезон (2013—2014)
1. К. Людвиг. «Звездный час». Режиссёр Александр Загораев
2. А. П. Чехов. «Чайка». Режиссёр Андрей Шляпин
3. Ю. Поляков. «Как боги». Режиссёр заслуженный артист России Василий Конопатин
4. А. Линдгрен. «Малыш и Карлсон, который живет на крыше». Режиссёр Максим Новиков.
5. У. Шекспир. «Ромео и Джульетта». Режиссёр народный артист России Валерий Белякович
6. М. Ю. Лермонтов. «Герой нашего времени» (инсценировка В.Соколова). Режиссёр Андрей Шляпин
7. А. Н. Островский. «Бедность не порок». Режиссёр Алексей Шавлов
8. И. Чернышев. «Кот в сапогах». Режиссёр Наталья Арефьева
9. Т. Уильямс. «Стеклянный зверинец». Режиссёр Евгения Никитина

### 222-й сезон (2014—2015)
1. М. Ю. Лермонтов. «Вадим». Режиссёр Денис Хуснияров
2. Е. Исаева. «Легко ли выйти замуж в Пензе?». Режиссёр Вероника Шахова
3. П. Бажов, Е. Пермяк. «Серебряное копытце». Режиссёр заслуженный артист России Василий Конопатин
4. И. Гагаринов. «Тристан и Изольда». Режиссёр Андрей Шляпин

### Видео
- Бренды Пензенской области: Драматический театр имени А.В. Луначарского